# Diaphorus longilamellus
Diaphorus longilamellus är en tvåvingeart som beskrevs av Harmston 1971. Diaphorus longilamellus ingår i släktet Diaphorus och familjen styltflugor. Inga underarter finns listade i Catalogue of Life.